# Асинибоија (област)
Асинибоија (област) (енгл. Assiniboia District) се односи на два историјска округа канадских северозападних територија. Име је преузето од племенске заједнице прве нације Асинибоијне.

## (Стари) округ Асинибоја
Дистрикт Асинибоја је био назив који се користио да опише „колонију Црвене реке”, углавном у службене сврхе, у периоду између 1812. и 1869. године. Номинално је округ обухватао сву територију додељену концесији Селкирк, међутим велики део тога је уступљен Сједињеним Државама у 1818. (из Уговора из 1818) и 1838. години округ је редефинисан као кружни регион у кругу од 50 миља од Форт Гарија, који је био спој река Ред и Асинибоине. Стварна област насеља, са центром у данашњем Винипегу, била је ограничена на долину Црвене реке између Ловер Форт Гарија и Пембине, Северна Дакота, и долину реке Асинибоине између Винипега и Портиџ ла Прери, Манитоба. Дистриктом је управљао гувернер Асинибоје именован од компаније Худсон Беј, а којег су саветовали чланови Савета Асинибоје.
Године 1869. Рупертова земља, укључујући и Дистрикт Асинибоја, пребачена је у Канаду без консултација са становницима насеља. Ово, и долазак канадских геодета, довели су до побуне познате под именом „побуна Црвене реке”, у којој је вођа Метиса, Луис Риел, основао Привремену владу и законодавну скупштину Асинибоје да преговара о пријему „Дистрикта” као провинције Канаде. Првобитни предлог, који је сугерисао да се нова провинција састоји од целог плодног појаса између Винипега и Британске Колумбије, одбацила је канадска савезна влада јер је био у супротности са њиховим плановима да директно управљају насељавањем северозападних територија. Као компромис, мали део округа, који се састоји углавном од насељених области, примљен је у Канаду као провинција Манитоба 1870. године, иако је савезна влада задржала контролу над крунским земљиштем и природним ресурсима до 1930. У неким историјским извештајима у Манитоби, термин Олд Асинибоиа се користи за описивање насеља пре 1870. године, иако су термини Ред Ривер колони, Ред Ривер сетлемент и Селкирк сетлемент чешћи.

## Округ Асинибоја
(Други) округ Асинибоја је касније створен (1882) као регионални административни округ канадских северозападних територија. Већина тога је апсорбована у провинцију Саскачеван 1905. године, осим најзападније четврти, која је постала део Алберте.
Између 1876. и 1883. гподине Бетлфорд (у округу Саскачеван) је био територијални главни град северозападних територија. Престоница територије је премештена у Реџајну, која се налази у Асинибоји, 1883. године, а формирањем провинције Саскачеван 1905. Реџајна је постала главни град провинције. Његову локацију одабрао је Едгар Дјудни, територијални потгувернер. Дјудни је резервисао за себе значајно земљиште поред канадске пацифичке железничке пруге на месту где је постао град и тиме се знатно обогатио. Ово је био повод великог скандала у раним данима територија.
Дистрикт Асинибоја је опстао у својој првобитној географској конфигурацији као англиканска епархија Кју'Апел до 1970-их када је део бискупије (и бившег округа Асинибоја) који је лежао у провинцији Алберта уступљен Епархији Калгари.